# 雅蘭中心

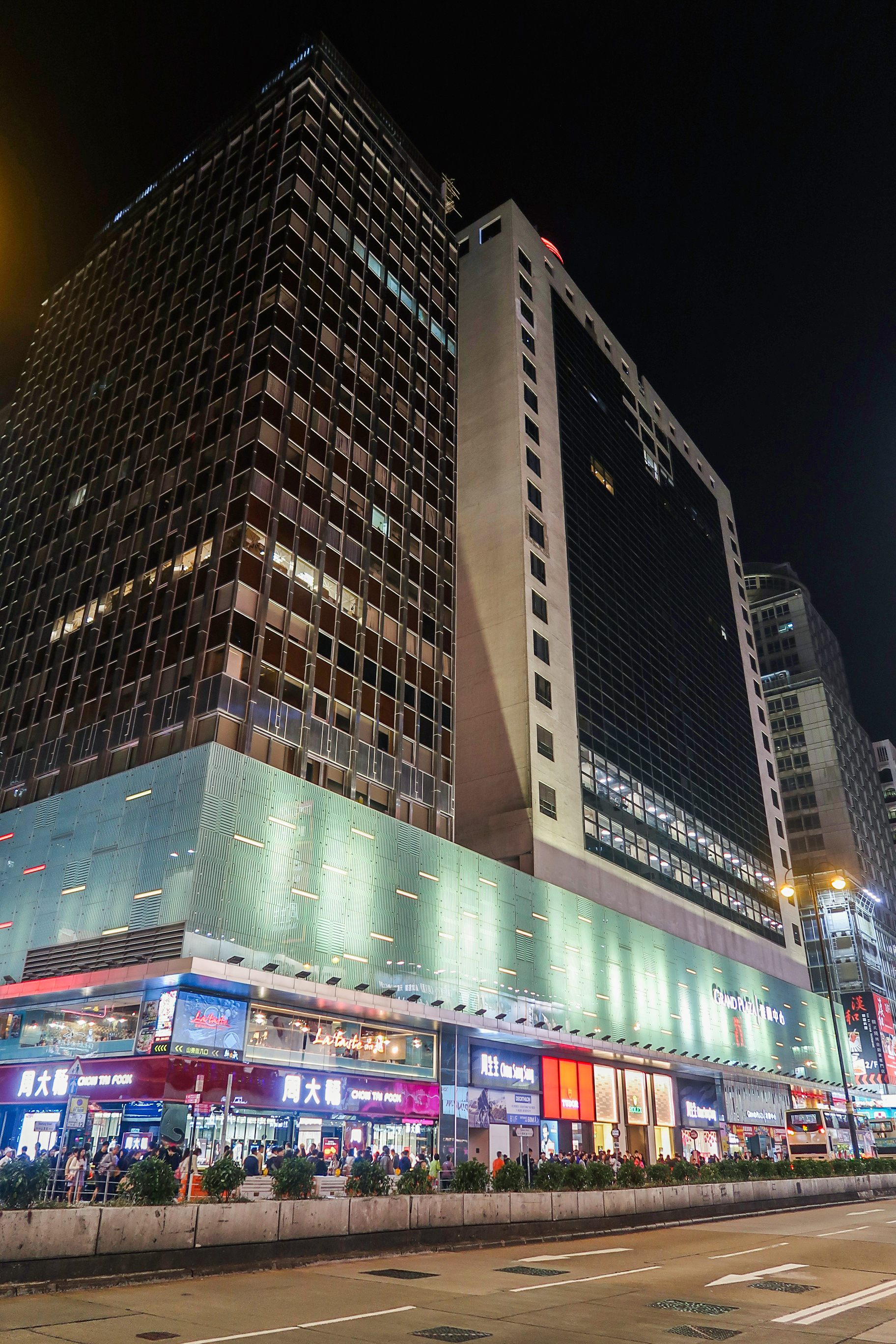
雅蘭中心

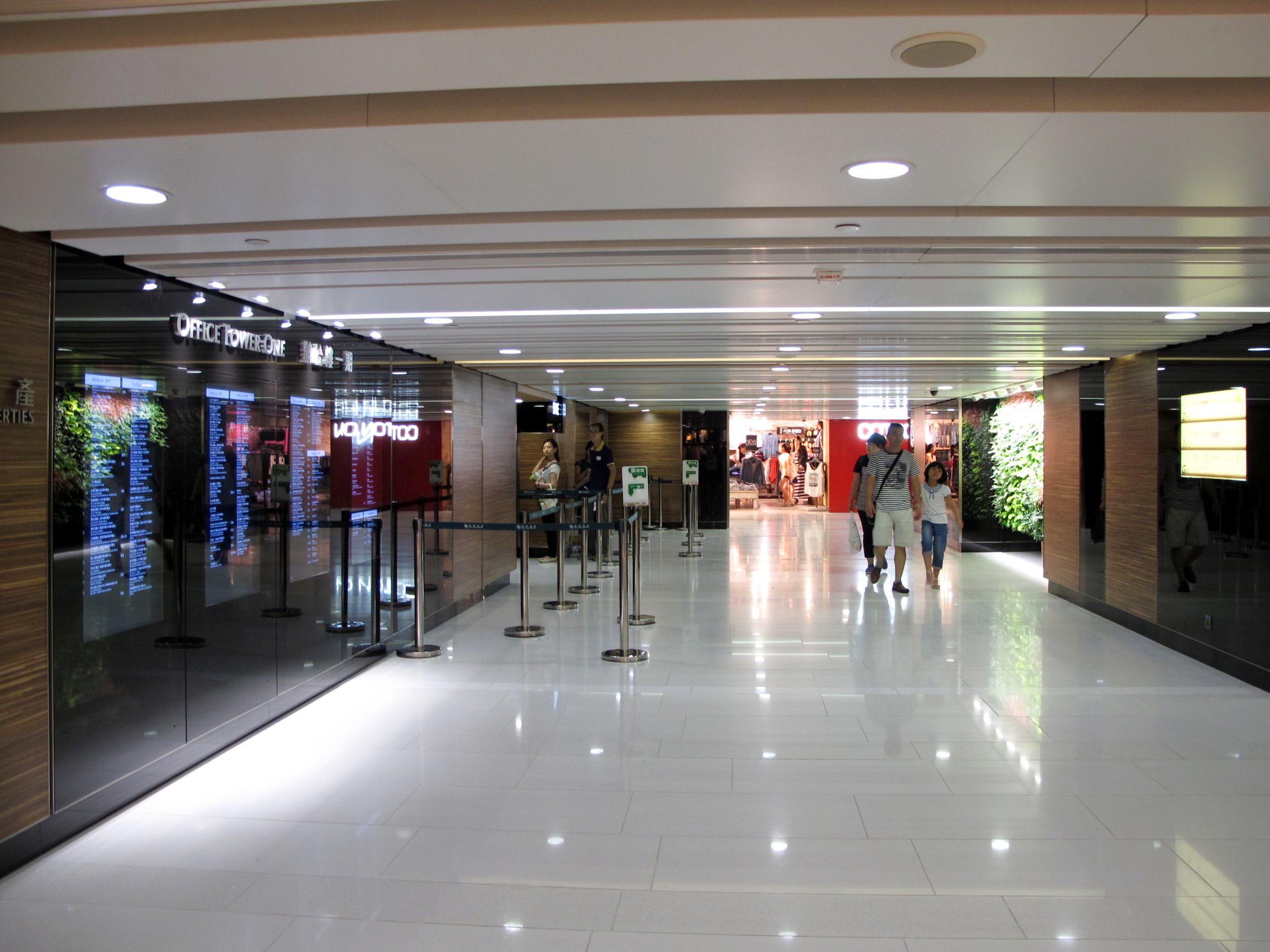
雅蘭中心寫字樓大堂

雅蘭中心（英語：Grand Plaza），是香港九龍旺角一座辦公樓，門牌號碼為彌敦道625至639號，山東街和奶路臣街間，分為雅蘭中心一期及雅蘭中心二期，樓高23層，1986年建成（39年前），屬恒隆地產物業。商場設有4層，主要租戶包括售賣鐘錶珠寶的周大福和周生生、3樓稻香漁港市集、服飾品牌Cotton on和地庫迪卡儂（DECATHLON），2樓「潮食點」亦設多間中、西、日式食肆。辦公大樓以醫務、唯美樓層及遨遊專區為主。

## 歷史
雅蘭中心一期前身是酒樓及酒店用途，最初由1958年建成為新雅大酒樓，初期在九龍地區為爭取茶客，早於1956年由一幅土地變成發展飲食的地方而決定興建，1960年代，成為香港飲茶的黃金年代，全層皆是滿座，至於美食方面大約幾毫子左右。直到1975年左右，為配合旺角的城市發展而改為雅蘭酒店，本身原有建築物只有9層左右，到1983年才重建為現時21層的大廈，2003年酒店部分結業，改為寫字樓用途，用作杏林及唯美等等多用途的大廈。
雅蘭中心二期原名為麗斯大廈，前身為1953年啟用的麗斯戲院，1970年代重建為麗斯大廈，1976年落成，在1994年被恒隆地產收購。
2017年10月，法國連鎖運動專門店「迪卡儂」承租地下連地庫面積5,800平方呎的舖位。
2023年2月，日本連鎖藥妝專門店「松本清」承租地下連一樓面積約6,000平方呎的複式舖位（前租戶為本地連鎖化妝品店莎莎），市傳每月租金近100萬元
，於9月28日正式開幕。

## 外部連結
- 雅蘭中心 （页面存档备份，存于）
- 雅蘭中心的Facebook專頁